# Saint-Thomas-d'Aquin
Saint-Thomas-d'Aquin è il 25º quartiere amministrativo di Parigi, situato nel VII arrondissement di Parigi. 
Il quartiere deve il suo nome alla chiesa di San Tommaso d'Aquino, dedicata al filosofo e teologo Tommaso d'Aquino, la più importante del quartiere. Si tratta di uno dei quartieri più cari di Parigi, residenza di numerose celebrità.

## Luoghi d'interesse
- La chiesa di San Tommaso d'Aquino;
- L'Hôpital Laennec;
- L'Hôtel Matignon;
- Le Bon Marché;
- Il Museo d'Orsay.